# Dertosa
Dertosa és el nom que rebé la ciutat de Tortosa en temps dels romans. Fundada com a oppidum ibèric a l'actual Castell de la Suda abans de la conquesta romana el segle iii aC, la ciutat tengué una importància cabdal en la zona per la seva situació estratègica, tant per la importància del seu port, fluvial i marítim, com pel que fa a les comunicacions terrestres, atès que controlava el pas del riu Ebre de la Via Augusta. Els segles ii i i aC, la ciutat fou coneguda amb el nom d'Hibera, però cap al canvi d'era s'imposà el de Dertosa, en detriment de l'anterior. Per la numismàtica coneixem el nom complet del municipi, que era Municipium Hibera Iulia Ilercavonia Dertosa.
Hom classifica Dertosa com una ciutat del tipus mitjana-petita (no més de 12 Ha), com Bàrcino. Molt lluny de les 70 o 80 Ha d'extensió de Tàrraco.

## Nom
La ciutat de Tortosa va rebre diversos noms a l'antiguitat. El darrer que apareix documentat és el de Dertosa, justament el predecessor de l'actual topònim de Tortosa. L'anomenen així diversos geògrafs i historiadors antics (Estrabó, Plini el Vell, Ptolemeu, Pomponi Mela i Suetoni) i també apareix als itineraris, que la situen en un punt clau de la Via Augusta. A les monedes emeses en temps de Tiberi, la llegenda porta el nom de Dertosa, com també apareix en diverses inscripcions que fan referència a la ciutat. Per la datació de les inscripcions i dels autors que l'esmenten, no sembla que aquest nom es popularitzàs abans del segle i dC. De tota manera, es tracta clarament d'un nom autòcton, segurament ibèric.
El nom de Dertosa desplaçà l'anterior, Hibera. Aquest nom apareix documentat, naturalment, més antigament: en la primera sèrie de monedes i també en la segona, i en un passatge de Titus Livi referit a la batalla d'Hibera. Es tracta d'un topònim clarament derivat de la condició de la ciutat com a guardiana del riu Ebre, Hiberus en llatí i Ἴβηρ en grec. De fet, aquest topònim no és autòcton, ans sembla una elaboració en un ambient no ibèric, probablement grec, i emprada en les rutes de navegació de la Mediterrània occidental ja amb anterioritat al control de Roma, que n'hauria imitat l'ús.
Entre els arqueòlegs i paleohispanistes també s'ha debatut la possibilitat que la seca ibèrica Iltirkesken (segle iii-segle ii aC) es localitzàs a l'oppidum ibèric de Tortosa i, si és el cas, si el terme fa referència als ilercàvons o bé a la ciutat, el nom de la qual, en aquest cas, s'hauria de reconstruir com a Iltirke o Ilerca. Encara ara es tracta d'un debat obert sense proves concloents, atès que la identificació amb els ilergets també té arguments a favor.
Addicionalment s'ha proposat que s'identifiqui amb Dertosa també la població de Tyrichae esmentada per Aviè. No obstant això, es tracta d'un autor molt tardà (segle iv dC) i la seva fiabilitat està en qüestió.

## Història

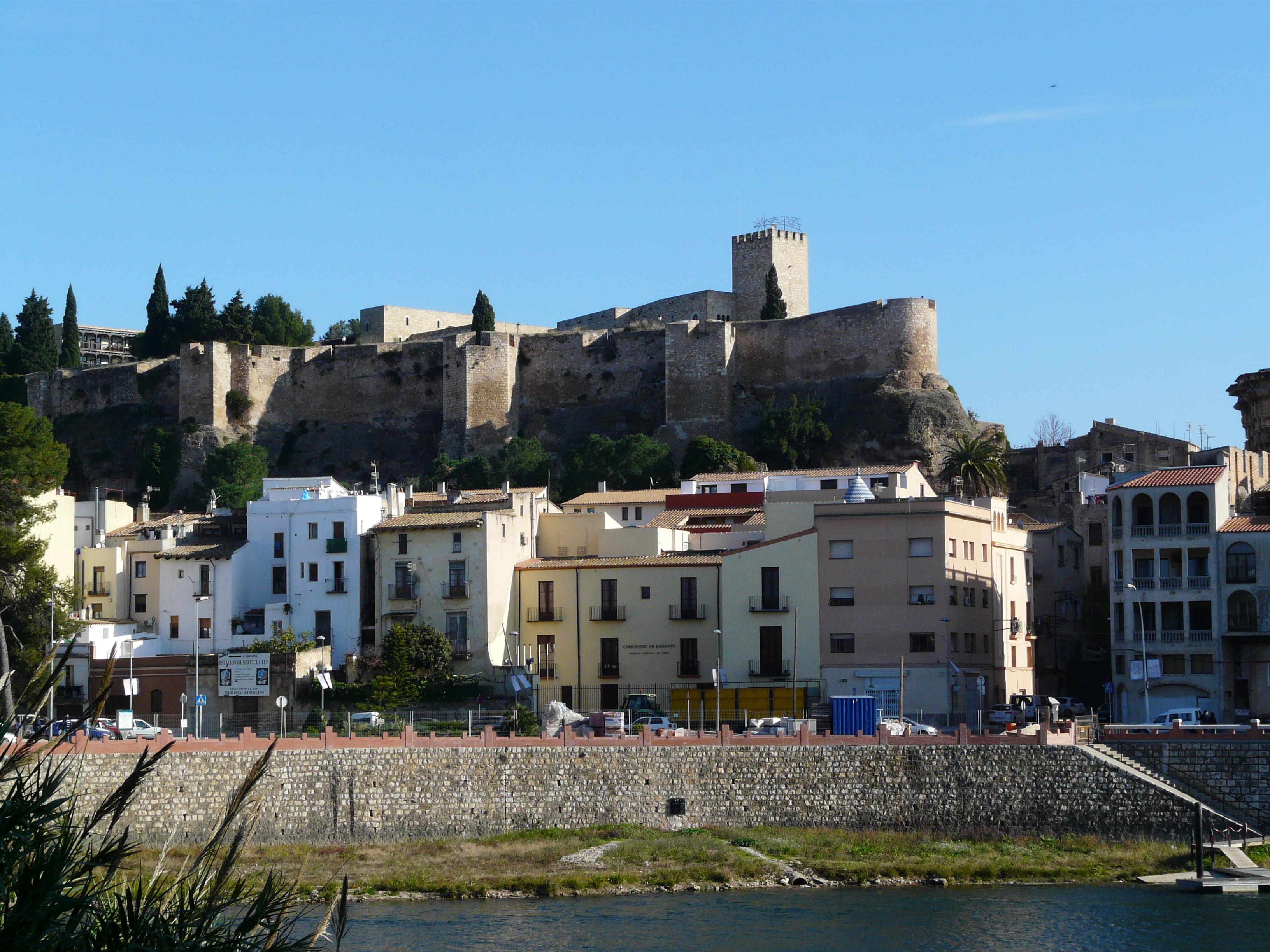
El Castell de la Suda.

Les intervencions arqueològiques a la zona de la Suda de Tortosa indiquen que en aquest pujol existí un important assentament humà, l'ocupació del qual començà durant la primera edat del ferro. Ja dins el període iber, a partir del segle v aC, la població tengué contactes comercials estrets amb grecs i fenicis, a jutjar per la ceràmica trobada, i segurament fou la ciutat principal dels ilergàons. Gràcies al control del pas del riu Ebre i del comerç fluvial i marítim, la ciutat era una de les més riques de l'entorn, fet que motivà Titus Livi de qualificar-la de opulentissima.
En el context de la Segona Guerra Púnica, la ciutat fou aliada dels cartaginesos. L'any 217 aC es produí una batalla a les boques de l'Ebre de la qual Hibera fou espectadora, atès que es degué produir molt a prop de la ciutat. Com a aliada dels púnics, patí un setge l'any 215 aC en el qual les tropes de Publi Corneli Escipió derrotaren les d'Hasdrúbal, i a partir d'aquest moment la ciutat i tota la Ilercavònia romangué controlada dels romans. Probablement Hibera no fou destruïda sinó que es rendí als romans i esdevengué ciutat estipendiària, condició que degué mantenir al llarg de tot el segle ii aC i començament del següent. No obstant això, l'administració romana la degué promocionar com a nucli central del seu territori a l'hora que la major part d'oppida de la zona s'abandonaren. És possible que en aquest moment la ciutat d'Hibera cresqués i augmentàs el seu recinte, amb l'aterrassament del vessant sud del turó de la Suda.
Durant la Guerra de Sertori, Hibera degué fer part de bàndol d'aquest, atès que les fonts esmenten explícitament els ilercàvons com a aliats seus. Més tard, en la Guerra de Cèsar i Pompeu, la ciutat caigué sotmesa a l'exèrcit de Pompeu, però els ilercàvons decidiren de passar al bàndol cesarià. És probablement amb l'ajuda prestada en aquesta ocasió i en la batalla d'Ilerda (49 aC) que Juli Cèsar concedí a la ciutat d'acabar amb el seu estatus d'estipendiària i de rebre la condició de municipi (45 aC). No és segur si aquest canvi jurídic comportà l'adquisició del dret romà o del dret llatí, però en qualsevol cas és segur, gràcies al testimoni de Plini el Vell, que en temps de Neró la ciutat gaudia del dret romà. D'altra banda, els dertosans pertanyien a la tribu Galèria. Fou durant el temps d'August que la ciutat d'Hibera començà a rebre també el nom de Dertosa.
Els avanços en les excavacions portades a terme a la ciutat han constatat una gran activitat constructiva a Dertosa durant l'Alt Imperi, amb la troballa de tot un barri suburbial de l'època d'August sobre el vessant sud del turó de la Suda, al sud de la ciutat. Així mateix, i semblantment al procés esdevengut en moltes altres ciutats, es posa de manifest l'existència d'un pla de monumentalització edilícia del qual faria part el pòdium d'un gran edifici públic descobert prop de la catedral medieval, al qual ha seguit la troballa de restes similars uns metres més al nord. La intensitat de la vida ciutadana del període altimperial es va esvanint cap a final del segle ii, quan s'abandona el suburbi meridional de la ciutat. Aquests espais romangueren abandonats fins a final del segle iv, quan es convertiren en necròpolis. Per la seva part, l'activitat política es mantengué durant el període de crisi del segle iii, quan encara es documenten inscripcions oficials per part de l'ordo de la ciutat, l'activitat de la qual resta completament silenciada a partir del segle iv. No obstant això, la ciutat no s'abandonà, atès que hi ha continuïtat poblacional amb la ciutat islàmica.

## Arqueologia
Les excavacions arqueològiques davant de la Catedral van deixar al descobert durant l'estiu de 2016 una muralla romana del segle iii de més de 40 metres de longitud (i de 2,45/2,80 m d'ample construïda amb la tècnica d'opus africanum, en la seva cara exterior) i una plaça alt imperial que juntament amb el podi trobat al subsòl de l'annexa Hospitalitat de Lourdes (2013), que correspon a un temple, situen en aquest lloc el fòrum. En aquestes excavacions també va aparèixer una factoria de garum (s. V), la traça de les muralles del segle xiv guanyant espai al riu, les restes d'una casa del segle xvi o vestigis de l'antiga Turtuixa. L'any 2019 els treballs arqueològics van continuar –durant un temps– amb la finalitat de construir la nova plaça del davant de la catedral i el febrer de 2020, al recinte de l'antic Balneari d'en Porcar, mig quilòmetre al nord de la Seu, se localitzava un mausoleu de planta rectangular (segle IV dC) que podria indicar la ubicació de la necròpolis de Dertosa.
Anteriorment va excavar-se un gran edifici del s. I-II dC al carrer Sant Felip Neri (2009); la necròpolis romana del carrer Montcada, on en l'actualitat s'aixeca l'edifici de les delegacions de la Generalitat de Catalunya, o també la plaça de la Cinta, durant els anys vuitanta. Arran de les excavacions dutes a terme el 2007 al carrer de Sant Domènec, al barri del Rastre de Tortosa, va trobar-se part d'una muralla defensiva del segle vii aC.
En la veïna localitat de Bítem on hom hi va localitzar el 1910 la vil·la romana de Barrugat, declarada bé cultural d'interès local, d'on provenen restes d'un mosaic de la zona de les termes, i en el límit del terme en la finca agrícola de la Palma, i ja en el municipi de l'Aldea (antiga pedania de Tortosa), s'hi localitzà l'any 2007 un gran campament romà de la Segona Guerra Púnica. Un altre jaciment romà és el de la vil·la de Casa Blanca un assentament rural dels segles I al V dC situat a la riba dreta de l'Ebre, al terme de Jesús (població adscrita a Tortosa). La localitzada a Riba-roja d'Ebre i la de la torre de la Carrova (Amposta) completen el mapa d'antigues vil·les conegudes de la vall de l'Ebre de Catalunya.
Menció a banda mereix citar les pedreres de la Cinta, declarades bé cultural d'interès local, properes a la ciutat i explotades des dels temps dels romans. El seu ús més antic documentat fins ara correspon a l'època d'August, ja que han estat localitzades plaques d'aquest material al fòrum de la ciutat romana de Segòbriga (actual província de Conca) datades en aquesta època. El marbre o jaspi de Tortosa se troba dintre i fora de la península Ibèrica. A la Península ha estat localitzada a diversos llocs: Tàrraco, vil·la dels Munts, vil·la de la Llosa, Bàrcino, Cabrera de Mar, Saragossa (Teatre romà, tomba de la basílica de santa Engracia, pilar de la Mare de Déu del Pilar), Arcaya (Biscaia), Uxama, Sagunt, ciutat romana de Lesera (Forcall), Cartagena, Ilici, Teatre romà d'Itàlica, església de San Miguel de Escalada (Gradefes)... Fora de la Península n'hi ha a la zona de la Gal·lia Narbonense (Narbona, Arles..), Roma, Ostia Antica, Ravenna... i al Nord d'Àfrica (Útica i Hiponna). A l'època moderna arribarà en gran quantitat a Itàlia, especialment a Gènova i Roma, on se'l coneix com a brocatello di Spagna.

## Estatus jurídic

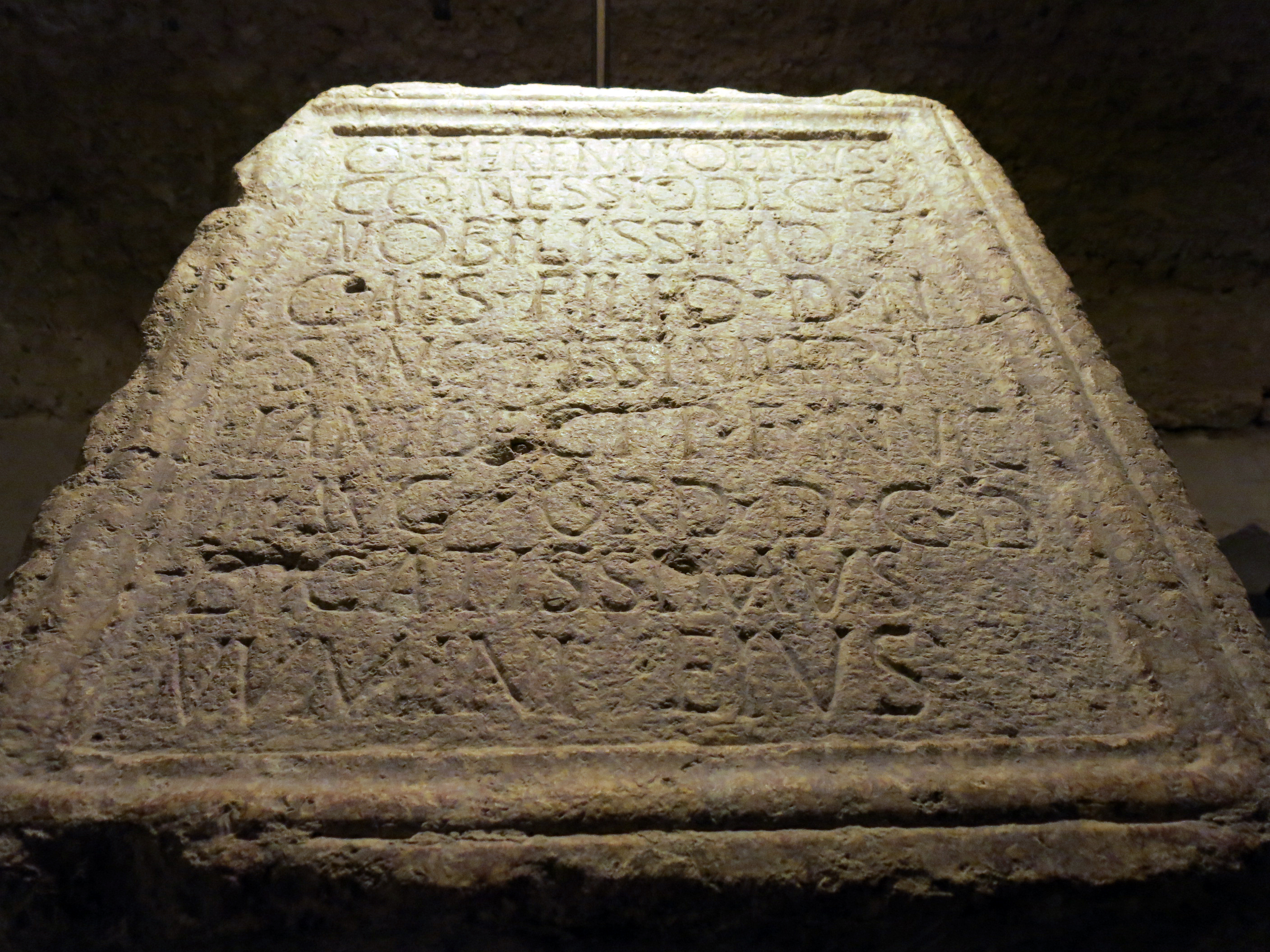
Inscripció a la façana de la Catedral (CIL II 4058): Q(uinto) Herennio Etrus/co Messio Decio / nobilissimo / Caes(ari) filio d(omini) n(ostri) / sanctissimi Tra/iani Deci P(ii) F(elicis) Invic/ti Aug(usti) ord(o) d(ecurionum) c(ivitatis) D(ertosanae) / dicatissimus / numini eius.

Ha estat objecte d'un llarg debat historiogràfic la condició de Dertosa com a ciutat estipendiària, colònia o municipi, i si gaudia del dret romà o del dret llatí. Actualment el debat sembla tancat amb la conclusió que la població fou una ciutat estipendiària de la conquesta a final del segle iii aC fins a mitjan segle i aC, i que Juli Cèsar li concedí l'estatus de municipium. És possible que primer gaudís solament del dret llatí i que en cert moment de la primera meitat del segle i dC rebés el privilegi del dret romà. En qualsevol cas, actualment està descartat que la ciutat tengués mai la condició de colònia.
Gràcies a diverses inscripcions, part de les quals es troben a l'església de Sant Domènec dels Reials Col·legis, es coneix l'existència de duumvirs, els magistrats amb major rang de la ciutat. Així, Luci Munni Plàcid i Marc Porci Terencià foren duumvirs de Dertosa. També consta la magistratura dels edils, de segon rang immediatament per davall els duumvirs, els quals s'encarregaven de manteniment de l'orde públic. Entre els individus que exerciren aquest càrrec hi torna a haver Marc Porci Terencià i també el seu pare, Marc Porci Teopomp, com també un cert Publi Valeri Dionís. En canvi, dels qüestors no es conserva cap testimoni, malgrat que sens dubte la ciutat també disposava d'aquesta magistratura.
Pel que fa a les magistratures religioses, es coneix l'existència de flamines Romae et Augusti, el qual s'encarregava d'organitzar i dirigir el culte imperial i a l'estat romà. El mateix Luci Munni Plàcid apareix testimoniat com a flamen. També consta l'existència de sevirs augustals, una institució col·legiada de sis membres elegits per la cúria municipal destinada a la celebració del culte imperial i vinculada estretament als lliberts. Un personatge de nom Publi Corneli Frontí consta amb aquest càrrec en una inscripció, com també un cert Juli Llop, a més dels ja apareguts Marc Porci Teopomp, Publi Valeri Dionís i Publi Valeri Pardus, el seu llibert. En fi, hi ha diverses inscripcions que mostren l'existència d'una cúria municipal, que monopolitzava la presa de decisions de la comunitat ciutadana, amb els decurions al capdavant, i una assemblea ciutadana en la qual podien participar tots els ciutadans censats; a tall d'exemple, dues inscripcions dedicades als emperadors Antoní Pius i Herenni Etrusc.
Per la seva banda, cert Marc Eli Gràcil fou llegat augustal, i exercí de patró als seus conciutadans.

## Epigrafia
La localitat conserva una important col·lecció epigràfica (moltes de les seves inscripcions foren registrades per Emil Hübner i recollides en el Corpus Inscriptionum Latinarum II) i restes arqueològiques com ara columnes granítiques o restes ceràmiques custodiades dintre de la col·lecció museogràfica de l'Ajuntament de Tortosa. La Catedral de Tortosa, que segons tots els indicis ocupa l'emplaçament del fòrum, conserva dues inscripcions als soterranis del refectori visitable des de desembre del 2007. Altres inscripcions encara romanen reaprofitades com a elements de construcció sigui en cases com la del carrer Ciutat número 10 o la casa del Vicariat annexa al palau episcopal gòtic.
La inscripció procedent de la casa del canonge Navàs vora la catedral de Tortosa, conservada parcialment, forma part de la col·lecció permanent del Museu de Tortosa i s'hi pot llegir:
D(is) M(anibus) / L(ucius) NVMISIVS LIB/ERALIS MIL(es)/ CL(assis) PR(raetoriae) RAVENN(atis)/ III MART(e) STIP(endiorum) XIII / NAT(ione) CVRSICAN(us) / M(arcus) DID[IVS POL/IO HERES TE COM / MAN NVP TE GELLIA / EXCITATA] [...], és a dir, als déus Manes de Luci Numisius Liberalis, soldat de l'armada pretoriana de Ravenna, del trirrem Mart, XIII anys de servei, de nacionalitat corsa. Per disposició testamentària (li dedica) Marcus Didius Polio, hereu i commanupular (soldat/company de la mateixa maniple) i la seva muller Gellia Excitata.

## Numismàtica
Dertosa va batre moneda com a mínim en dues ocasions. En la primera, cap al final del regnat d'August (mort el 14 dC), les monedes contenen la inscripció Municipium Iulia Hibera Ilercavonia. A l'anvers de les peces hi ha un vaixell de mar i al revers una barcassa de riu. Més tard, a l'època de Tiberi (14-37 dC), apareix una nova emissió d'asos amb motius semblants (en aquestes s'afegeix la representació d'un dofí) i la llegenda Municipium Iulia Hibera Ilercavonia Dertosa, i al revers el cap llorejat de l'emperador, mirant cap a la dreta.
Hi ha monedes de Dertosa a la col·lecció numismàtica del Museu Nacional d'Art de Catalunya, al Museu Nacional d'Arqueologia Subaquàtica de Cartagena i al departament de Monedes, medalles i antiguitats de la Biblioteca Nacional de França. El Museu de Tortosa també n'exhibeix una mostra en la seua col·lecció permanent.